# Poběžovice u Přelouče
Poběžovice u Přelouče là một làng thuộc huyện Pardubice, vùng Pardubický, Cộng hòa Séc.